# Pro Italia Taranto
Pro Italia Taranto – włoski klub piłkarski, mający swoją siedzibę w mieście Tarent, na południu kraju.

## Historia
Chronologia nazw:
- 1904: Società Sportiva Pro Italia
- 11.07.1927: klub rozwiązano - po fuzji z Audace FC tworząc AS Taranto
- 1937: Unione Sportiva Pro Italia
- 1940: klub rozwiązano - po fuzji z AS Taranto, przyjmując nazwę Unione Sportiva Taranto
- 1944: Società Sportiva Pro Italia
- 21.06.1946: klub rozwiązano - po fuzji z Audace FC tworząc AS Taranto

Piłkarski klub Pro Italia został założony w Tarent w styczniu 1904 roku. Początkowo występował w turniejach regionalnych, przeważnie w nieoficjalnych. W 1905 kiedy klub miał problemy na pomoc przyszedł miejscowy klub lekkoatletyczny Circolo Studentesco Mario Rapisardi. W sezonie 1909/10 startował w Terza Categoria, zajmując drugie miejsce w grupie pugliese. Po reorganizacji systemu rozgrywek w 1921 debiutował w Prima Divisione. W pierwszym sezonie na najwyższym poziomie zajął drugie miejsce w grupie pugliese. W następnym sezonie 1922/23 zwyciężył w grupie pugliese, a potem przegrał w półfinale Lega Sud. W następnym sezonie zespół zajął 5.miejsce w grupie pugliese. W sezonie 1924/25 ponownie zwyciężył w grupie pugliese, a potem przegrał w półfinale Lega Sud. W 1926 powtórzył ten sukces. W sezonie 1926/27 zajął 5.miejsce w grupie D. 11 lipca 1927 klub połączył się z Audace FC tworząc AS Taranto.
19 lutego 1937 roku powstał klub Fasci giovanili di combattimento Taranto, który startował w mistrzostwach regionalnych Prima Divisione w sezonie 1937/38, zmieniając swoją nazwę na Unione Sportiva Pro Italia, a następnie kończąc sezon na drugim miejscu w klasyfikacji generalnej i awansując do Serie C. W 1939 i 1940 był szóstym w grupie H Serie C. Latem 1940 roku klub dołączył do AS Taranto, po fuzji klub przyjął nazwę Unione Sportiva Taranto.
W 1944 po raz kolejny klub został reaktywowany. W sezonie 1944/45 jako SS Pro Italia startował w Torneo misto pugliese zdobył awans do Serie C. Klub został przydzielony do grupy E Serie C "Centro-Sud", w której zajął 7.miejsce. 21 czerwca 1946 klub został rozwiązany po fuzji z reaktywowanym Audace FC, w wyniku czego powstał nowy AS Taranto.

## Sukcesy

### Trofea międzynarodowe
Nie uczestniczył w rozgrywkach europejskich (stan na 31-12-2016).

### Trofea krajowe
| \| \| Zdobyte trofea w rozgrywkach Włoch (stan na: 31-05-2017) \| |                                                          |      |                                        |
| Rozgrywki                                                         | Osiągnięcie                                              | Razy | Sezon(y)                               |
| · Mistrzostwo                                                     | I miejsce                                                | 0    |                                        |
| · Mistrzostwo                                                     | II miejsce                                               | 0    |                                        |
| · Mistrzostwo                                                     | III miejsce                                              | 0    |                                        |
| · Mistrzostwo                                                     | 3.miejsce                                                | 1    | 1925/26 (półfinałowa grupa B Lega Sud) |
| · Puchar                                                          | zdobywca                                                 | 0    |                                        |
| · Puchar                                                          | finalista                                                | 0    |                                        |
| · Puchar                                                          | 2.runda (1/64 finału)                                    | 1    | 1939/40                                |
| II liga                                                           | I miejsce                                                | 0    |                                        |
| II liga                                                           | II miejsce                                               | 0    |                                        |
| II liga                                                           | III miejsce                                              | 0    |                                        |
| Włochy                                                            | Zdobyte trofea w rozgrywkach Włoch (stan na: 31-05-2017) |      |                                        |

## Stadion
Od 1923 klub rozgrywał swoje mecze domowe na stadionie Corvisea w Tarent. W latach 1911–1915 grał na boisku przy Piazza d'Armi, a potem na Campo del Regio Arsenale.